# Тебриз (станция)
Тебри́з (перс. ایستگاه راه‌آهن تبریز‎) — узловая железнодорожная станция в столице провинции Восточный Азербайджан Исламской Республики Иран городе Тебризе.

## Пассажирское движение
С железнодорожного терминала отправляются пассажирские поезда во многие города Ирана, через станцию следует скорый поезд № 15/16 международным сообщением Нахичевань-Тегеран-Мешхед, азербайджанского формирования. Курсируют прямые пассажирские и местные поезда до Джульфы, Рази, Тегерана, Сельмаса, Мешхеда и др.
Один раз в неделю курсирует пассажирский поезд иранского формирования № 495, международным сообщением Тебриз — Ван. Поезд следует до одного из пунктов на паромной переправе Van-Tatvan на озере Ван.

## История
Станция открыта в 1916 году на первой в истории Ирана железной дороге которая связала персидский Тебриз с русской Джульфой и была построена русскими рабочими и инженерами в 1908—1916 годах.
В 1908 году было создано «Общество Тавризской железной дороги», одним из учредителей которого выступил Учётно-ссудный банк Персии. Начались изыскания и строительство железнодорожной линии на персидской территории.
Рабочее движение от Русской Джульфы до Табриза было открыто в 1915 году и утверждено «Положение о временном движении» до Тебриза. Общая длина пути составила 149 километров.
Современное здание железнодорожного вокзала построено по проекту архитекторов Фернана Пуйона и Гейдара Гийяя. Проект выполнен в стиле ар-деко. В 1958 году была введена в промышленную эксплуатацию железнодорожная линия до Тегерана протяжённостью 748 км. Здание вокзала признано национальным достоянием — памятником архитектуры и градостроительства Ирана